# Bürger (Unternehmen)
Die Bürger GmbH & Co. KG ist ein deutscher Hersteller von vorgefertigten gekühlten Teigwaren (Chilled Food) hauptsächlich schwäbischer Spezialitäten. Auf dem Markt der gekühlten Teigwaren ist das Unternehmen nationaler Marktführer. Der Sitz des mittelständischen Familienunternehmens ist in Ditzingen in der Nähe von Stuttgart. Bekannt ist das Unternehmen vor allem für die Herstellung von gekühlten Maultaschen, die etwa 50 Prozent seiner täglichen Produktionsmenge von rund 395 t ausmachen. Bürger produziert etwa 2,8–3,0 Millionen Maultaschen pro Tag.

## Geschichte
Das Unternehmen wurde 1934 vom Architekten Richard Bürger in Stuttgart-Feuerbach gegründet. In den ersten Jahrzehnten belieferte es Metzgereien im Umland mit Mayonnaise, Fleisch und Ochsenmaulsalat. Es firmierte unter „Mayonnaisen-Bürger“ und hatte seinen Sitz in der Kärntner Straße. 1962 übergab Bürger, der keine Nachkommen hatte, das Unternehmen an seinen Freund, den bisherigen Prokuristen Erwin Bihlmaier.
Bürger begann im Jahr 1963 mit der Produktion der ersten Maultaschen. Zu diesem Zeitpunkt wurden die Maultaschen noch per Hand gefertigt, wobei täglich etwa 1.000 Stück hergestellt wurden. Die Produktion erfolgte auf einem eigens entwickelten Holzmodell. Im Jahr 1964 kam dann die erste, in der hauseigenen Werkstatt selbst entwickelte Maultaschen-Maschine zum Einsatz, die 5.000 Maultaschen pro Stunde herstellen konnte.
Erwins Sohn Richard Bihlmaier (1938–2020) nahm weitere schwäbische Teigwaren ins Sortiment auf. 1978 wurde der Firmensitz von Feuerbach nach Ditzingen verlegt. Ein weiterer Produktionsstandort wurde 1982 in Crailsheim eingeweiht. 2008 übernahm Martin Bihlmaier die Geschäftsführung. 2024 feierte das in 3. Generation geführte Familienunternehmen sein 90-jähriges Bestehen.

## Unternehmensstruktur
Am Firmensitz von Bürger in Ditzingen ist die Verwaltung angesiedelt, außerdem findet die Produktion einzelner Lebensmittel dort statt. Am zweiten Standort in Crailsheim (Landkreis Schwäbisch Hall) findet die Hauptproduktion statt, dort ist der Großteil der Mitarbeiter beschäftigt. In beiden Städten befindet sich auch ein Werksverkauf.
Ende Juni 2024 wurde in Crailsheim ein neues Logistikzentrum mit Kältezentrale in Betrieb genommen. Mit einer Investition von rund 57 Millionen Euro in Gebäude und Technik handelt es sich um die größte Einzelinvestition in der Firmengeschichte.

## Produkte
Das Unternehmen ist Marktführer in Deutschland bei schwäbischen Maultaschen. Neben über 2,8–3,0 Millionen Maultaschen täglich werden auch andere schwäbische Teigwarenspezialitäten wie Spätzle bzw. Eierknöpfle, Schupfnudeln, Flädle und zahlreiche italienische Pastaspezialitäten wie Cannelloni, Tortellini, Gnocchi und Ravioli hergestellt, sowie Fertiggerichte für Gastronomie und Kantinen. Neben Produkten unter der Eigenmarke „Bürger“ wird auch für verschiedene Handelsmarken produziert.
Seit 2025 ist Büger auch Marktführer im Bereich Gnocchi.
Hauptabnehmer ist mit 60 Prozent der Lebensmittel-Einzelhandel. Daneben werden Großverbraucher wie Kantinen und Mensen (30 %) und Industriekunden (10 %) beliefert.